# Kolk (Lübeck)

Die Lage des Kolks (rot markiert)

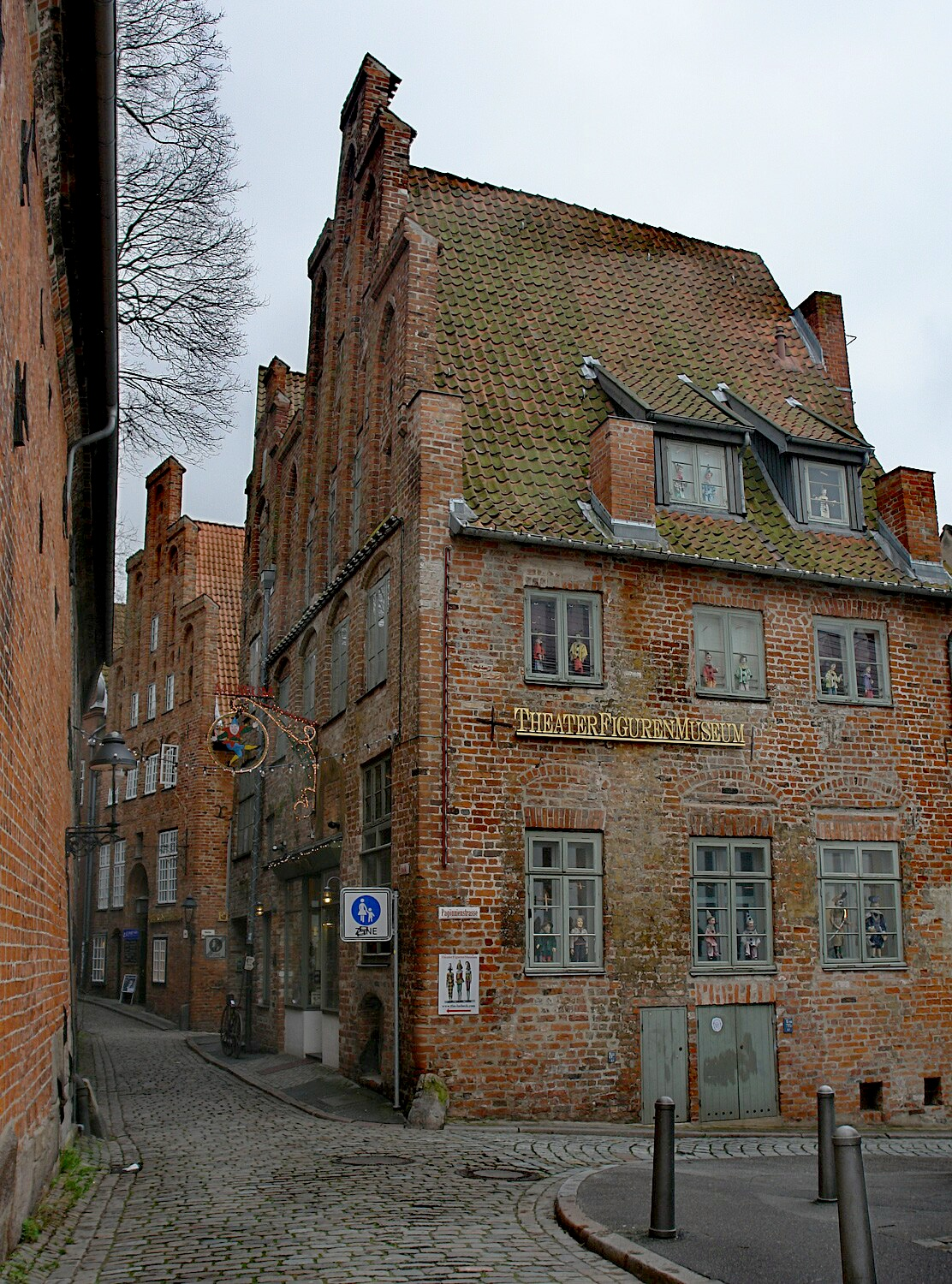
Im Kolk

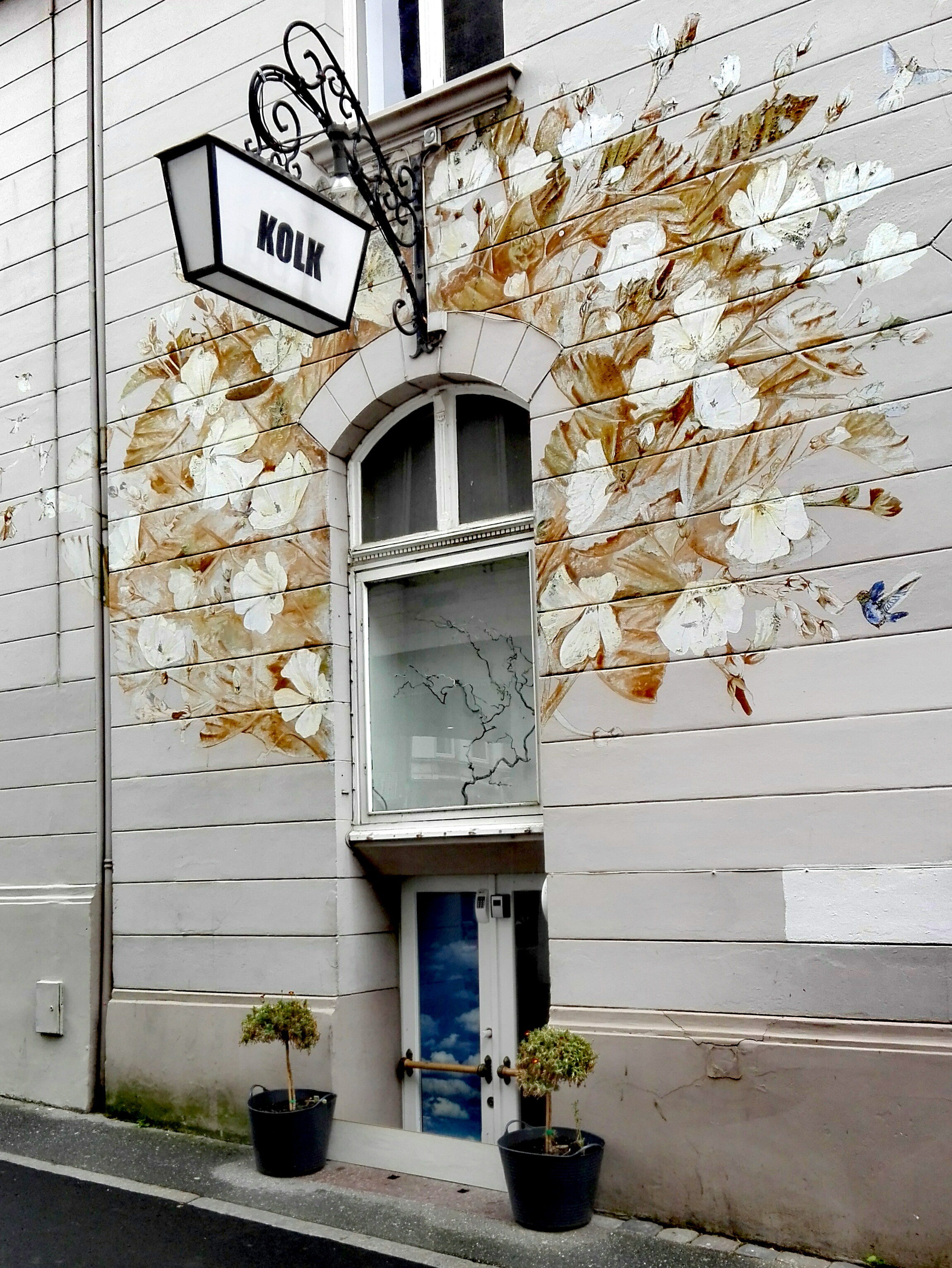
Im Kolk

Holstenstraße/Ecke Kolk in den 1870ern

Der Kolk ist eine Straße der Lübecker Altstadt.

## Lage
Der etwa 110 Meter lange Kolk befindet sich am westlichen Rand der Altstadtinsel, im Marien Quartier. Er beginnt an der Holstenstraße gegenüber der Einmündung der Lederstraße und verläuft in einem leichten Bogen südwärts, wobei von Westen nacheinander die Pagönnienstraße und die Kleine Petersgrube einmünden, bis er gegenüber der Kleinen Kiesau auf die Große Petersgrube trifft und endet.

## Geschichte
Die Straße wurde erstmals 1334 mit der Bezeichnung To dem Kolke erwähnt. Kolk bezeichnete im Niederdeutschen eine Vertiefung oder Ausspülung in einem Bachlauf. Bei dem Gewässer handelte es sich möglicherweise um den Bach, der auch für die anschließende Kleine Kiesau namengebend war.
Das Gebiet unterhalb der Petrikirche war bereits im späten 12. Jahrhundert bebaut. Das Straßenniveau lag jedoch etwa 2 m niedriger als das heutige. Das bei Ausgrabungen 2020 entdeckte "turmartige" Backsteinhaus stand auf einem Fundament auf Feldsteinen, das ein Abrutschen zur Trave verhindern sollte, die damals noch direkt an die Straße angrenzte. Durch Dendrochronologie konnte die Bauzeit auf etwa 1170 bestimmt werden. Damit handelt es sich um eins der ältesten bekannten Backsteinhäuser in Nordeuropa. Bewohner des mit Zierelementen versehenen Hauses könnte ein 1287 genannter Gerhard de Kolke gewesen sein. Möglicherweise ist das Bauwerk mit einem Ende des 12. Jahrhunderts in schriftlichen Quellen erwähnte Priesterhaus identisch.
Die historische Bebauung des Kolks ist zu gut drei Vierteln erhalten; zur Holstenstraße hin besteht allerdings auf der Westseite eine auffallende Ausnahme in Form der schmucklosen Seitenwand eines Kaufhauses aus den 1960er Jahren, die sich weder im Aussehen noch in den Dimensionen in den Rahmen der schmalen mittelalterlichen Straße einfügt. Die alte kleingliedrige Bebauung wurde hier bereits durch das vor dem Ersten Weltkrieg errichtete Holstenhaus aufgelöst, einen Kaufhausbau, der 1963 zugunsten des Neubaus eines Kepa-Hauses abgebrochen wurde. 
Zwischen Pagönnienstraße und Kleiner Petersgrube bilden nicht Gebäude die Ostseite des Kolks, sondern eine steil aufragende Ziegelstein-Stützmauer, die das deutlich höher gelegene Plateau des Petrikirchhofs abstützt.

## Bauwerke
- Kolk 14, Theaterfigurenmuseum Lübeck. Treppengiebelhaus der Backsteingotik, errichtet 1526/1527. Im Zuge von Bauarbeiten am Kolk wurden unter dem Keller des ehemaligen TheaterFigurenMuseums Reste des bisher ältesten bekannten Lübecker Backsteinhauses entdeckt, das in den 1170er Jahren errichtet wurde.[2]
- Kolk 16, 1574 errichtetes backsteingotisches Giebelhaus. Das einachsige Gebäude ist eines der schmalsten Häuser Lübecks.
- Kolk 20-22, um 1600 errichtetes Backsteinrenaissance-Eckhaus, das in der Nachbarstraße als Kleine Petersgrube 1-3 firmiert.